# 櫛木川
櫛木川（くしきがわ）は、徳島県鳴門市を流れる二級河川である。

## 地理
鳴門市北灘町櫛木に水源があり、同地域を通過し瀬戸内海（播磨灘）に注ぐ。河川と共に国道11号（吉野川バイパス）、徳島県道228号大谷櫛木線が並行に流れている。名前はの由来は北灘町の字名から付けられており、かつてこの地には板野郡櫛木村が存在した。

## 流域の主な施設
- 徳島県道228号大谷櫛木線
- 国道11号（吉野川バイパス）
- 鳴門検問所（鳴門市北灘町櫛木井ノ尻）